# Калина-Лисинец (заповедник)
Кали́на-Лиси́нец (пол. Kalina-Lisiniec) — наименование флористического заповедника в Польше, который находится на территории населённого пункта Гуры-Меховске гмины Рацлавице Мехувского повята, Малопольское воеводство. Заповедник относится к особой категории охраняемых территорий под названием программы «Natura 2000», которая была основана в 2000 году согласно решениям Европейского Союза.
Заповедник назван именем одноимённого села. Находится в долине реки Мехувка, которая является левым притоком реки Шренява. Заповедник занимает часть склона в юго-западной экспозиции и находится в окружении пахотных земель.
Заповедник был основан 13 ноября 2007 года решением европейской комиссии № 2008/25/WE и утверждён директивой Рады Польши за № 92/43/EWG. Идентификационный номер заповедника — PHL120007. Целью заповедника является охрана растений, произрастающих на участке, имеющем степной характер.
На охраняемой территории произрастают 11 видов орхидей, несколько видов сосудистых и пастбищных растений, которые внесены в Красную книгу Польши. В заповеднике произрастают пыльцеголовник крупноцветковый, дремлик зимовниковый, кокушник комарниковый (Gymnadenia conopsea), башмачок настоящий, тайник яйцевидный и различные виды ятрышника (ятрышник мужской, ятрышник шлемоносный, ятрышник бледный, ятрышник пурпурный), любка двулистная, любка зелёноцветная.

## Источник
- Охранный план заповедника Калина-Лисинец
- Plan zadań ochronnych dla obszaru Natura 2000 Kalina-Lisiniec PLH120007
- Zarządzenie Regionalnego Dyrektora Ochrony Środowiska w Krakowie z dnia 27 maja 2014 r. w sprawie ustanowienia planu zadań ochronnych dla obszaru Natura 2000 Kalina-Lisiniec PLH120007 (недоступная ссылка — история).